# Endorphine
Endorphine (bra: Endorfina) é um filme de drama canadense dirigido por André Turpin, que estreou no Festival Internacional de Toronto em 11 de setembro de 2015. O enredo segue a trajetória de três personagens femininas, interpretadas por Lise Roy, Mylène Mackay e Sophie Nélisse.

## Produção
Endorphine foi produzido por Luc Déry e Kim McCraw através da empresa Micro Scope, com o apoio financeiro da Telefilm Canada, da Sociedade de Desenvolvimento das Empresas Culturais de Quebeque (SODEC) e do Fundo Québécor.

## Ficha técnica

### Elenco
O elenco abaixo foi obtido do site Films du Québec:
- Sophie Nélisse como Simone (13 anos)
- Mylène Mackay como Simone (25 anos)
- Lise Roy como Simone (60 anos)
- Monia Chokri como mãe de Simone
- Stéphane Crête como pai de Simone
- Anne-Marie Cadieux como hipnoterapeuta
- Guy Thauvette como Sr. Porter
- Théodore Chouinard-Pellerin como Grégoire
- Fanny Migneault-Lecavalier como vizinha

### Créditos
- André Turpin (direção e roteiro)[4]
- Josée Deshaies (cinematografia)[4]
- Luc Déry (produção)[4]
- Kim McCraw (produção)[4]
- Emmanuel Fréchette (direção de arte)[4]
- Sophie Leblond (edição)[5]
- François Lafontaine (música)[5]

## Lançamento
O filme foi gravado em Quebeque entre julho e dezembro de 2014 e lançado em 11 de setembro de 2015, durante o Festival Internacional de Toronto. Nos cinemas, estreou em 27 de novembro do mesmo ano, em uma sala em Rivière-du-Loup. Em janeiro de 2016, sua exibição nacional foi ampliada pela Les Films Séville. No âmbito internacional, foi distribuído pela Les Films Christal.

## Repercussão
A cinematografia técnica de Endorphine recebeu elogios, embora sua estrutura confusa tenha sido criticada como fria e desprovida de emoção. O Festival Internacional de Toronto descreveu o filme como um "intrigante quebra-cabeça cinematográfico que entrelaça as vidas de três personagens aparentemente desconexas." Jordan Mintzer, da The Hollywood Reporter, também seguiu essa linha de pensamento, elogiando Turpin por sua habilidade em conduzir o enredo. Em contrapartida, Martin Gignac, do site Cinoche, criticou a tendência do filme de se complicar por trivialidades, conferindo-lhe uma sensação de preciosismo, embora tenha elogiado sua ambição de ser diferente. O colaborador do Le Devoir, François Lévesque, classificou a trama como frustrante ou fascinante, dependendo da disposição do espectador em se deixar levar pelas construções metanarrativas do filme.